# Stignano
Stignano – miejscowość i gmina we Włoszech, w regionie Kalabria, w prowincji Reggio Calabria.
Według danych na rok 2004 gminę zamieszkiwały 1372 osoby, 80,7 os./km².

## Osobistości
- Tommaso Campanella – filozof, teolog i poeta